# Олексейчук, Михал
Михал Олексейчук (пол. Michał Oleksiejczuk; род. 22 февраля 1995, Ленчна, Люблинское воеводство) — польский боец смешанного стиля, представитель полутяжёлой весовой категории. Выступает на профессиональном уровне с 2014 года, известен по участию в турнирах бойцовской организации UFC. Владел титулом чемпиона TFL в полутяжёлом весе.

## Биография
Михал Олексейчук родился 22 февраля 1995 года в городе Ленчна Люблинского воеводства, Польша.
Проходил подготовку в местном спортивном клубе «Горник» под руководством тренеров Мирослава Окниньского и Роберта Рошкевича.

### Начало профессиональной карьеры
Дебютировал в смешанных единоборствах на профессиональном уровне в январе 2014 года, выиграв у своего соперника единогласным решением судей. Дрался в небольших польских промоушенах, завоевал и дважды защитил титул чемпиона TFL в полутяжёлой весовой категории.

### Ultimate Fighting Championship
Имея в послужном списке 12 побед и только 2 поражения, Олексейчук привлёк к себе внимание крупнейшей бойцовской организации мира Ultimate Fighting Championship и в 2017 году подписал с ней долгосрочный контракт. Должен был дебютировать в октагоне UFC в ноябре — заменял травмировавшегося Гаджимурада Антигулова в бою с Ионом Куцелабой. Однако после взвешивания Куцелабу исключили из списка участников турнира из-за подозрений в нарушении антидопинговых правил, и бой был отменён. Таким образом, дебют Олексейчука перенёсся на декабрь, на сей раз он заменил травмировавшегося Гёкхана Саки в бою с Халилом Раунтри. Он выиграл этот поединок единогласным судейским решением, тем не менее, вскоре после боя его допинг-тест показал наличие запрещённого вещества кломифена — Атлетическая комиссия штата Невада отменила его победу, признав поединок несостоявшимся, в то время как американское антидопинговое агентство USADA на год отстранило его от участия в соревнованиях .
По окончании срока дисквалификации Михал Олексейчук вернулся в ММА и в феврале 2019 года на турнире в Праге вышел в клетку против Джана Вилланте. Выиграл техническим нокаутом в первом раунде, заработав при этом бонус за лучшее выступление вечера.
В апреле 2019 года на турнире в Санкт-Петербурге UFC Fight Night 149 встретился с Гаджимурадом Антигуловым, отправил соперника в нокаут в уже на 44 секунде первого раунда.
Олексейчук встретился с Овинсом Сент-Прю 28 сентября 2019 года на турнире UFC на ESPN+ 18. Он проиграл бой удушающим приемом «Фон Флю» во втором раунде.
Олексейчук встретился с Джимми Крутом 23 февраля 2020 года на турнире UFC Fight Night 168. Он проиграл бой болевым приемом «кимура» в первом раунде.
Олексейчук встретился с Модестасом Букаускасом 27 марта 2021 года на турнире UFC 260. Он выиграл близкий бой раздельным решением судей.
Олексейчук встретился с Шамилем Гамзатовым 30 октября 2021 года на турнире UFC 267. Он выиграл бой техническим нокаутом в первом раунде. 
Олексейчук встретился с Дастином Джейкоби 5 марта 2022 года на турнире UFC 272.  Он проиграл бой единогласным решением судей. 
Олексейчук встретился с Сэмом Элви 6 августа 2022 года на турнире UFC on ESPN 40. Он выиграл бой техническим нокаутом в первом раунде. 
Олексейчук должен был встретиться с Альбертом Дураевым, который заменит травмированного Бруно Силву, 17 декабря 2022 года на турнире UFC Fight Night 216. В свою очередь, Дураев был вынужден сняться с боя по неизвестным причинам и был заменен Коди Брандейджем. Олексейчук выиграл бой нокаутом в первом раунде. Эта победа принесла ему награду «Выступление вечера».
Олексейчук встретился с Кайо Борральо 29 апреля 2023 года на турнире UFC on ESPN: Song vs. Simón. Он проиграл бой удушающим приемом сзади во втором раунде.
Олексейчук встретился с Чиди Нджокуани на турнире UFC Fight Night 225 26 августа 2023 года. Он победил техническим нокаутом в первом раунде, что принесло ему награду «Выступление вечера».
Олексейчук встретился с Мишелем Перейрой 9 марта 2024 года на турнире UFC 299. Он проиграл бой в первом раунде удушающим приемом сзади.
Олексейчук встретился с Кевином Холландом 1 июня 2024 года на турнире UFC 302. После того, как Холланд был отправлен в нокдаун, Олексейчук проиграл болевым приемом «Армбар» в первом раунде. 
Олексейчук встретился с Шарабутдином Магомедовым 3 августа 2024 года на турнире UFC on ABC 7. Он проиграл бой единогласным решением судей. Этот бой принес ему награду «Бой вечера».
Олексейчук встретился с Седрик Дюмой 12 апреля 2025 года на турнире UFC 314. Он выиграл бой техническим нокаутом в первом раунде.

## Статистика в профессиональном ММА
| Боёв 31         | Побед 21 | Поражений 9 |
| --------------- | -------- | ----------- |
| Нокаутом        | 16       | 1           |
| Сдачей          | 1        | 7           |
| Решением        | 4        | 1           |
| Не состоявшихся | 1        | 1           |

| Результат    | Рекорд   | Соперник             | Способ                       | Турнир                                        | Дата             | Раунд | Время | Место                       | Примечание                                                                                       |
| ------------ | -------- | -------------------- | ---------------------------- | --------------------------------------------- | ---------------- | ----- | ----- | --------------------------- | ------------------------------------------------------------------------------------------------ |
| Победа       | 21-9 (1) | Джеральд Миршерт     | TKO (удары)                  | UFC 319                                       | 16 августа 2025  | 1     | 3;03  | Чикаго, Иллинойс, США       |                                                                                                  |
| Победа       | 20-9 (1) | Седрик Дюма          | TKO (удары)                  | UFC 314                                       | 12 апреля 2025   | 1     | 2:49  | Майами, Флорида, США        |                                                                                                  |
| Поражение    | 19-9 (1) | Шара Буллет          | Единогласное решение         | UFC on ABC: Сэндхэген vs. Нурмагомедов        | 3 августа 2024   | 3     | 5:00  | Абу-Даби, ОАЭ               | «Лучший бой вечера» (1)                                                                          |
| Поражение    | 19-8 (1) | Кевин Холланд        | Сдача (армбар)               | UFC 302                                       | 1 июня 2024      | 1     | 1:34  | Ньюарк, Нью-Джерси, США     |                                                                                                  |
| Поражение    | 19-7 (1) | Мишел Перейра        | Сдача (удушение сзади)       | UFC 299                                       | 9 марта 2024     | 1     | 1:01  | Майами, Флорида, США        |                                                                                                  |
| Победа       | 19–6 (1) | Чиди Ньокуани        | TKO (удары)                  | UFC Fight Night: Холлоуэй vs. Корейский зомби | 26 августа 2023  | 1     | 4:16  | Каланг, Сингапур            | «Выступление вечера» (3)                                                                         |
| Поражение    | 18–6 (1) | Кайо Борральо        | Сдача (удушение сзади)       | UFC on ESPN: Сун vs. Симон                    | 29 апреля 2023   | 2     | 2:49  | Лас-Вегас, Невада, США      |                                                                                                  |
| Победа       | 18–5 (1) | Коди Брандейдж       | KO (удары)                   | UFC Fight Night: Каннонир vs. Стрикленд       | 17 декабря 2022  | 1     | 3:16  | Лас-Вегас, Невада, США      | «Выступление вечера» (2)                                                                         |
| Победа       | 17-5 (1) | Сэм Алви             | KO (удар)                    | UFC Fight Night: Сантус vs. Хилл              | 7 августа 2022   | 1     | 1:56  | Лас-Вегас, Невада, США      | Вернулся в средний вес                                                                           |
| Поражение    | 16-5 (1) | Дастин Джейкоби      | Сдача (кимура)               | UFC 272                                       | 5 марта 2022     | 3     | 5:00  | Лас-Вегас, Невада, США      |                                                                                                  |
| Победа       | 16-4 (1) | Шамиль Гамзатов      | TKO (удары)                  | UFC 267                                       | 30 октября 2021  | 1     | 3:31  | Абу-Даби, ОАЭ               |                                                                                                  |
| Победа       | 15-4 (1) | Модестас Букаускас   | Раздельное решение           | UFC 260                                       | 27 марта 2021    | 3     | 5:00  | Лас-Вегас, США              |                                                                                                  |
| Поражение    | 14-4 (1) | Джимми Крут          | Сдача (кимура)               | UFC Fight Night: Felder vs. Hooker            | 23 февраля 2020  | 1     | 3:29  | Окленд, Новая Зеландия      |                                                                                                  |
| Поражение    | 14-3 (1) | Овинс Сен-Прё        | Сдача (удушение Вон Флю)     | UFC Fight Night: Hermansson vs. Cannonier     | 28 сентября 2019 | 2     | 2:14  | Копенгаген, Дания           |                                                                                                  |
| Победа       | 14-2 (1) | Гаджимурад Антигулов | KO (удар рукой)              | UFC Fight Night: Overeem vs. Oleinik          | 20 апреля 2019   | 1     | 0:44  | Санкт-Петербург, Россия     |                                                                                                  |
| Победа       | 13-2 (1) | Джан Вилланте        | TKO (удары руками)           | UFC Fight Night: Błachowicz vs. Santos        | 23 февраля 2019  | 1     | 1:34  | Прага, Чехия                | «Выступление вечера» (1)                                                                         |
| Не состоялся | 12-2 (1) | Халил Раунтри        | NC (результат отменён)       | UFC 219                                       | 30 декабря 2017  | 3     | 5:00  | Лас-Вегас, США              | Олексейчук выиграл единогласным решением, но результат отменили из-за проваленного допинг-теста. |
| Победа       | 12-2     | Риккардо Нозилья     | KO (удары руками)            | FEN 17                                        | 12 мая 2017      | 1     | 1:40  | Гдыня, Польша               | «Лучший бой вечера»                                                                              |
| Победа       | 11-2     | Шарлис Андради       | KO (удар рукой)              | TFL 11                                        | 1 апреля 2017    | 1     | 1:58  | Красник, Польша             | Защитил (2) титул чемпиона TFL в полутяжёлом весе.                                               |
| Победа       | 10-2     | Лукаш Клингер        | TKO (удары руками)           | TFL 10                                        | 19 ноября 2016   | 1     | 0:00  | Люблин, Польша              | Защитил (1) титул чемпиона TFL в полутяжёлом весе.                                               |
| Победа       | 9-2      | Войцех Януш          | Единогласное решение         | EN 12                                         | 20 мая 2016      | 3     | 5:00  | Вроцлав, Польша             |                                                                                                  |
| Победа       | 8-2      | Лукаш Боровский      | Сдача (удушение сзади)       | TFL 8                                         | 16 января 2016   | 2     | 3:39  | Люблин, Польша              | Завоевал вакантный титул чемпиона TFL в полутяжёлом весе.                                        |
| Победа       | 7-2      | Михал Добяс          | KO (удар ногой в корпус)     | Wenglorz Fight Cup 6                          | 26 сентября 2015 | 2     | N/A   | Лидзбарк-Варминьски, Польша | Бой в промежуточном весе 89,8 кг; Выиграл турнир Wenglorz Fight Cup.                             |
| Победа       | 6-2      | Андрейс Зозуля       | KO (удары руками)            | Wenglorz Fight Cup 6                          | 26 сентября 2015 | 1     | N/A   | Лидзбарк-Варминьски, Польша | Бой в промежуточном весе 89,8 кг.                                                                |
| Победа       | 5-2      | Томаш Янишевский     | TKO (удары руками)           | TFL 7                                         | 2 мая 2015       | 2     | 4:38  | Красник, Польша             |                                                                                                  |
| Победа       | 4-2      | Северин Киршхебель   | TKO (остановлен секундантом) | TFL 6                                         | 24 января 2015   | 2     | 2:25  | Люблин, Польша              |                                                                                                  |
| Поражение    | 3-2      | Марцин Войцик        | TKO (удары руками)           | PLMMA 44                                      | 21 ноября 2014   | 1     | 2:12  | Бежунь, Польша              | Дебют в полутяжёлом весе.                                                                        |
| Победа       | 3-1      | Норберт Пискорский   | TKO (травма ноги)            | TFL 5                                         | 20 июня 2014     | 1     | N/A   | Люблин, Польша              | Бой в промежуточном весе (212 фунтов).                                                           |
| Поражение    | 2-1      | Ян Квятонь           | Сдача (треугольник)          | TFL 4                                         | 17 мая 2014      | 1     | 1:53  | Ленчна, Польша              | Бой в промежуточном весе (198 фунтов).                                                           |
| Победа       | 2-0      | Матеуш Гола          | Единогласное решение         | Tymex Boxing Night                            | 8 февраля 2014   | 3     | 5:00  | Пёнки, Польша               | Бой в промежуточном весе (198 фунтов).                                                           |
| Победа       | 1-0      | Раймунд Флеймер      | Единогласное решение         | Vale Tudo Cup 1                               | 11 января 2014   | 2     | 5:00  | Пулавы, Польша              | Олексейчук не уложился в лимит среднего веса, показав 87 кг.                                     |